# Байесовский вывод
Байесовский вывод — статистический вывод, в котором свидетельство и/или наблюдение используются, чтобы обновить или вновь вывести вероятность того, что гипотеза может быть верной; название байесовский происходит от частого использования в процессе вывода теоремы Байеса, которая была выведена из работ преподобного Томаса Байеса.

## Свидетельство и изменение веры
Байесовский вывод использует аспекты научного метода, который вовлекает сбор свидетельств, предназначенных для того, чтобы поддерживать или не поддерживать данную гипотезу. Поскольку свидетельства накапливаются, степень веры в гипотезу должна измениться. С достаточным количеством свидетельств, она должна стать либо очень высокой, либо очень низкой. Таким образом, сторонники байесовского вывода говорят, что он может использоваться, чтобы провести различие между противоречивыми гипотезами: гипотезы с очень высокой поддержкой должны быть приняты как истинные, а с очень низкой поддержкой должны быть отклонены как ложные. Однако противники говорят, что этот метод вывода может привести к отклонению благодаря исходному верованию, которого каждый придерживается до того, когда какое-либо свидетельство будет собрано (это — форма так называемого индуктивного отклонения (англ. bias)).
Байесовский вывод использует числовую оценку степени веры в гипотезу до получения свидетельства, чтобы вычислить числовую оценку степени веры в гипотезу после того, как свидетельство было получено (этот процесс повторяется, когда получено дополнительное свидетельство). В индукционном процессе байесовский вывод обычно опирается на степени веры, или субъективные вероятности, и не обязательно утверждает, что обеспечен объективный метод индукции. Тем не менее некоторые байесовские статистики полагают, что вероятности могут иметь объективное значение, и поэтому байесовский вывод может обеспечить объективный метод индукции (см. научный метод).
Теорема Байеса подправляет вероятность гипотезы, данную новым свидетельством, следующим образом:
{\displaystyle P(H|E)={\frac {P(E|H)\;P(H)}{P(E)}},}
где
- {\displaystyle H} представляет конкретную гипотезу, которая может быть, а может и не быть некоторой нулевой гипотезой.
- {\displaystyle P(H)} называется априорной вероятностью {\displaystyle H}, которая была выведена прежде, чем новое свидетельство {\displaystyle E} стало доступным.
- {\displaystyle P(E|H)} называется условной вероятностью наблюдения свидетельства {\displaystyle E}, если гипотеза {\displaystyle H} оказывается верной; её также называют функцией правдоподобия, когда она рассматривается как функция {\displaystyle H} для фиксированного {\displaystyle E}.
- {\displaystyle P(E)} называется маргинальной вероятностью {\displaystyle E}: априорная вероятность наблюдения нового свидетельства {\displaystyle E} согласно всем возможным гипотезам; может быть вычислено по формуле полной вероятности:

{\displaystyle P(E)=\sum P(E|H_{i})P(H_{i})}
 — как сумма произведений всех вероятностей любого полного набора взаимно исключающих гипотез и соответствующих условных вероятностей.
- {\displaystyle P(H|E)} называется апостериорной вероятностью {\displaystyle H} для данного {\displaystyle E}.[1]

## Простые примеры байесовского вывода

### Из какой вазы печенье?
Для иллюстрации предположим, что есть две полных вазы печенья. В первой вазе 10 штук шоколадного и 30 штук простого печенья, в то время как во второй вазе по 20 штук каждого сорта. Наш друг Фред выбирает вазу наугад, и затем выбирает печенье наугад. Мы можем предположить, что нет никакой причины полагать, что Фред предпочитает одну вазу другой, аналогично и для печенья. Печенье, выбранное Фредом, оказывается простым. Насколько вероятно, что Фред выбрал его из 1-й вазы?
Интуитивно, кажется ясным, что ответ должен быть больше половины, так как есть больше простого печенья в 1-й вазе. Точный ответ дается теоремой Байеса. Пусть {\displaystyle H_{1}} — выбор вазы 1, а {\displaystyle H_{2}}— выбор вазы 2.
Предполагается, что вазы идентичны с точки зрения Фреда, таким образом {\displaystyle P(H_{1})=P(H_{2})}, а вместе должны составить 1, таким образом обе равны 0.5.
Событие {\displaystyle E} — наблюдение простого печенья. Из содержания ваз, мы знаем что {\displaystyle P(E|H_{1})=30/40=0.75} и {\displaystyle P(E|H_{2})=20/40=0.5}.
Формула Байеса тогда даёт
{\displaystyle {\begin{matrix}P(H_{1}|E)&=&{\frac {P(E|H_{1})P(H_{1})}{P(E|H_{1})P(H_{1})+P(E|H_{2})P(H_{2})}}\\\\&=&{\frac {0.75\times 0.5}{0.75\times 0.5+0.5\times 0.5}}\\\\&=&0.6.\end{matrix}}}
До того, как мы наблюдали печенье, вероятность, которую мы назначили для Фреда, выбиравшего 1-ю вазу, была априорной вероятностью {\displaystyle P(H_{1})}, равной 0.5. После наблюдения печенья, мы должны пересмотреть вероятность {\displaystyle P(H_{1}|E)}, которая теперь равна 0.6.